# Заря (автомобиль)
«Заря» — советский легковой автомобиль, разработанный в 1966 году Северодонецкой авторемонтной базой. Представлял собой автомобиль со стеклопластиковым кузовом на узлах «Волги» ГАЗ-21. Дизайн разработал художник-конструктор Юрий Иванович Андрос.

## История
На мощностях Северодонецкой авторемонтной базы, которая была известна производством микроавтобусов «Старт», в середине 1960-х, под руководством директора базы Головатина, были разработаны и воплощены в стеклопластиковом кузове прототипы нового автомобиля, основывающегося на узлах и агрегатах «Волги» ГАЗ-21. Автомобилю, имеющему рамную конструкцию, было решено присвоить название «Заря».
Планы авторемонтной базы были весьма серьёзными, готовились мощности для запуска автомобиля, которые позволили бы выпустить пробную серию в 50 автомобилей, была даже подсчитана примерная розничная стоимость автомобиля, не превышавшая 5000 рублей (государственная розничная стоимость ГАЗ-21 в то время составляла 6000 рублей). Между тем, с учётом плохо отработанной конструкции, низкой технологичности, характерной для всех стеклопластиковых автомобилей огромной трудоёмкости изготовления и сомнительных эстетических и эксплуатационных качеств, «Заря» не заинтересовала Министерство автомобильной промышленности СССР, а после смены руководства предприятия интерес к ней исчез и на нём. В конечном итоге, по разным данным, было выпущено от 1 до 4 экземпляров.
В 1966-67 годах автомобиль экспонировался на ВДНХ, получил несколько почётных наград и призов. По одним данным[каким?], автомобиль в дальнейшем находился в Донецке[каком?]. По другим данным[каким?], оставшиеся автомобили передали передовикам производства. О сохранившихся экземплярах ничего не известно.